# Mittelmeerspiele 2018/Tennis
Bei den Mittelmeerspielen 2018 in Tarragona wurden vom 26. bis 30. Juni 2018 vier Wettbewerbe im Tennis ausgetragen.

## Wettbewerbe und Zeitplan
Insgesamt vier Wettbewerbe wurden im Rahmen der Spiele im Tennissport ausgetragen. Dazu zählten die jeweiligen Einzel- und Doppelkonkurrenzen.
| Datum        | Fr. 26.     | Sa. 27.       | So. 28.       | Mo. 29.    | Di. 30. |
| ------------ | ----------- | ------------- | ------------- | ---------- | ------- |
| Herreneinzel | Erste Runde | Achtelfinale  | Viertelfinale | Halbfinale | Finale  |
| Herrendoppel | Erste Runde | Viertelfinale | Halbfinale    | Finale     |         |
| Dameneinzel  | Erste Runde | Achtelfinale  | Viertelfinale | Halbfinale | Finale  |
| Damendoppel  | Erste Runde | Viertelfinale | Halbfinale    | Finale     |         |

## Herren

### Einzel
| Platz | Land    | Spieler           |
| ----- | ------- | ----------------- |
| 1     | Marokko | Lamine Ouahab     |
| 2     | Monaco  | Lucas Catarina    |
| 3     | Italien | Jacopo Berrettini |

### Doppel
| Platz | Land       | Spieler                           |
| ----- | ---------- | --------------------------------- |
| 1     | Frankreich | Alexandre Müller Corentin Denolly |
| 2     | Tunesien   | Anis Ghorbel Aziz Dougaz          |
| 3     | Türkei     | Sarp Ağabigün Anıl Yüksel         |

## Damen

### Einzel
| Platz | Land       | Spielerin        |
| ----- | ---------- | ---------------- |
| 1     | Türkei     | Başak Eraydın    |
| 2     | Frankreich | Fiona Ferro      |
| 3     | Slowenien  | Veronika Erjavec |

### Doppel
| Platz | Land                    | Spielerin                                  |
| ----- | ----------------------- | ------------------------------------------ |
| 1     | Türkei                  | Başak Eraydın İpek Öz                      |
| 2     | Bosnien und Herzegowina | Nefisa Berberović Dea Herdželaš            |
| 3     | Spanien                 | Marina Bassols Ribera Eva Guerrero Álvarez |

## Medaillenspiegel
| Platz | Land                    | Gold | Silber | Bronze | Gesamt |
| ----- | ----------------------- | ---- | ------ | ------ | ------ |
| 01    | Türkei                  | 2    | —      | 1      | 3      |
| 02    | Frankreich              | 1    | 1      | —      | 2      |
| 03    | Marokko                 | 1    | —      | —      | 1      |
| 04    | Bosnien und Herzegowina | —    | 1      | —      | 1      |
| 04    | Tunesien                | —    | 1      | —      | 1      |
| 04    | Monaco                  | —    | 1      | —      | 1      |
| 07    | Slowenien               | —    | —      | 1      | 1      |
| 07    | Spanien                 | —    | —      | 1      | 1      |
| 07    | Italien                 | —    | —      | 1      | 1      |